# アルピーヌ・A106
アルピーヌ・A106（Alpine A106 ）は、フランスの自動車メーカーであるアルピーヌが製造した自動車。

## 概要

### プロトタイプ・スペシャル
ルノーの代理店を経営していたジャン・レデレが、ルノー・4CVをベースにFRP製の軽量小型ボディを載せたプロトタイプでレースに出場し、ガルティエ/ミッキー組のプロトタイプがミッレ・ミリアの750 cc以下クラスで優勝するなど好成績を得た。

### ミッレ・ミリア
レースのノウハウを元に、ジャン・レデレは1956年からアルピーヌ最初の市販モデルとしてA106ミッレ・ミリアの製造を始めた。106とは、ルノー106系である4CV用1062型、1063型エンジンを使用していることを示す。
ボディーはスペシャルの伝統を受け継ぐFRP製で、鋼管の背骨を主体とした強固なシャシに載せられた。レースの中で試行錯誤してできたスペシャルを元にジョヴァンニ・ミケロッティがデザインした。
足回りは4CVから強化され、前がダブルウィッシュボーンの独立懸架、後がコイルばねを用いたスイングアクスルとされた。4CV用15インチホイール、ヘッドライト、テールライト、ウィンドシールド等もルノーの既存パーツから流用されていた。
エンジンは当初から多数のバリエーションが用意された。基本モデルはソレックス22ICTキャブレターを装着した圧縮比7.25の4CV用747cc OHVエンジンをそのまま使い出力は 21hp/4,000rpm、最大トルクは 4.6kgm/2,000rpm となっていたが、むしろキャブレターをソレックス35PAAIやウェーバー36DCLD3に交換し、圧縮比を9.0や9.5に上げるなどで43hp/6,200rpmとしたチューンの方が多数であった。
トランスミッションは4CVが3速MTだったのに対し5速MTとなり、ギア比は4種から選択が可能だった。
重量は500kgと軽量化されており、43hpエンジン、トランスミッションのファイナル段ギア比4.71の仕様で最高速度は153km/hに達した。
ルノーからの部品・販売等サポートを受け、自国スポーツカーに飢えていたフランスのアマチュアドライバーに支持されて当時としては成功したモデルとなり、1962年まで生産された。

### キャブリオレ
1958年、オープンカーの「キャブリオレ」が追加された。シャシはミッレ・ミリアと共通だが、ボディー形状は全く異なる自製デザインとなった。1960年まで生産された。

### グラン・ルクス
1960年、キャブリオレに屋根をつけたクーペ、「グラン・ルクス」を追加。すぐにA108に移行したためこの年のみの少数生産に終わった。

### ツール・ド・フランス
1961年、プロトタイプの市販モデルとして発売され1962年まで生産された。このボディーデザインはアルピーヌの基本形として長い間継承された。